# Olha Jakowenko
Olha Ołeksandriwna Jakowenko, ukr. Ольга Олександрівна Яковенко (ur. 1 czerwca 1987 w Winnicy) – ukraińska lekkoatletka specjalizująca się w chodzie sportowym, uczestniczka igrzysk olimpijskich w Londynie (2012). 

## Życiorys
Wzięła udział w chodzie na 20 km w czasie igrzysk w Londynie. Zajęła w nim 27. miejsce, uzyskawszy czas 1:32:07.